# Dayyīnah
Dayyīnah är en ö i Förenade Arabemiraten.   Den ligger i emiratet Abu Dhabi, i den nordvästra delen av landet, 210 kilometer väster om huvudstaden Abu Dhabi.